# ソロカ県
ソロカ県は、モルドバ北東部の県。県都はソロカ。
2011年1月1日の人口は10万400人だった。

## 歴史

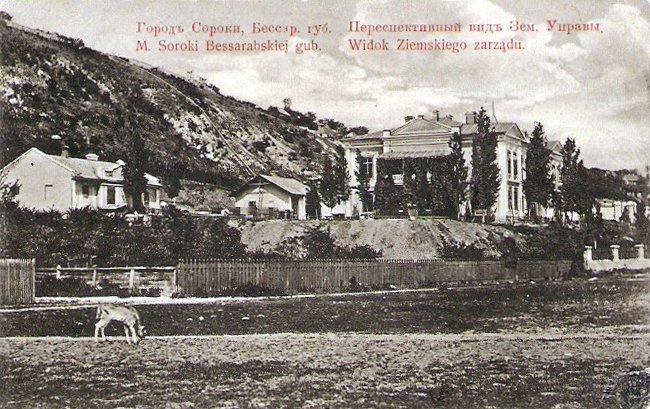
1911年のソロカ郡のゼムストヴォ

- 3.5～5万年前、ソロカ県のルディ村近郊に人が住んでいた事が明らかになっている。
- 紀元前5世紀頃、古代の防御壁が建てられた。
- 9世紀～12世紀、「ファルフリア・トゥルセアスカ」と「ゲルマナリウル」の2つの都市が発展した。
- 12世紀～13世紀、ジェノヴァ共和国の要塞がアルチオナに建てられる。
- 1439年～1457年、ヴィソカ（英語版）村、ヴァシリカウ（英語版）村、ルディ村、ピルリタ（英語版）村の名が記録に出現する。
- 16世紀後半、シュテファン3世がアルチオナ丘に木の要塞を建てる。ペトゥル・ラレス（英語版）王が要塞を現在の姿に建て替える。町の建設によって、ドニエストル川沿いの交易が外敵から守られるようになった。長い間ソロカはモルドバ公国の芸術と農業市場の中心だった。タタールやコサック、ポーランド人、ロシア人との戦争でソロカは影響を受け続けた。
- 1684年～1699年、ポーランド・リトアニア共和国時代にソロカは変化を迎え、深い堀と中庭の井戸が造られた。その後、統治が安定するにつれてソロカとソロカ県の軍事的重要性は無くなっていった。
- 1812年、ソロカ県はロシア帝国に占領された。それによりロシア人、ウクライナ人、ユダヤ人が移住して来た。
- 1849年～1917年、ソロカ県はロシア帝国のベッサラビア州の一部だった。
- 1918年、第一次世界大戦終結によって、ベッサラビアはルーマニアに併合された。ソロカはベッサラビア州の州都になった。
- 1944年、第二次世界大戦の結果、ソロカ県はモルダビア・ソビエト社会主義共和国の一部になった。
- 1991年、モルドバは独立し、ソロカ県が設置された。

## 地理
ソロカ県の地理的特徴は、丘の間を深い谷が通るドニエストル川台地である。北西の緩やかに曲がる平野や、ラウトゥ川も特徴的である。最高点はヴァデニ丘の347mである。

## 土壌
ドニエストル台地の土は灰色～茶色である。他の地域は黒土や沼地が目立つ。侵食やカルスト地形、地滑りが多い。

## 気候
ソロカ県は典型的な大陸性気候である。冬は穏やかで短く平均気温は-5～6℃である。夏は長く暖かく平均気温は20～21℃である。年間平均降水量は485mmである。穀物や甜菜、煙草、園芸栽培に向いている。

## 動物相
動物相はステップ地域である。
ドニエストル盆地には68種類の魚が居る。モルドバに住む270種類の鳥の殆どが見られる。19種類の哺乳類、37種類の鳥、7種類の爬虫類が導入された。野生動物は狐や針鼠、胸白貂、鹿、猪、狸、狼が居る。

## 植物相
ソロカ県の7%が森である。オークや椣、楓、科の木属、梣属、楡が一般的である。木の傍には山査子属、榛属、カモガヤ属がなっている。

## 自然資源
コサウティでは花崗岩が採れる。オスランドやヴァランサウ、ヴィソサでは建築用石材が採れる。ヴァランサウ村近郊で白亜紀の石灰岩と鉄鉱石が発見された。石灰岩はチョークに加工される。クレメンシウグやソロカ、ヴァシリサウ、ヴァランサウ等のドニエストル川沿いではチョークの山がよく見られる。

## 環境保護区
- バクサニ（英語版）の森
- コサウティ（英語版）景観保護区
- クレメンシウグの丘
- コサウティのドニエストル川
- ヴィソカの暗礁
- ルディ・アリオネスティ（英語版）景観保護区

## 河川
ドニエストル川は93kmに渡ってソロカ県の東の境界を成す。流路形状は15～25kmと短い。川の水は灌漑や一般利用、産業に用いられる。64の貯水池が建てられた。

## 行政区画
ソロカ県は68の町、33の村、34の区に分かれる。県都はソロカ町。

## 人口
2012年1月1日時点で、人口は10万100人だった。37.5%が都市に住み、62.5%が田舎に住む。
- 出生数（2010年）：1051人（10.5人/1000人）
- 死亡数（2010年）：1427人（14.2人/1000人）
- 成長率（2010年）：-376（-3.7人/1000人）

## 民族
| 民族                    | 人口   | % of total* |
| ----------------------- | ------ | ----------- |
| モルドバ人 ルーマニア人 | 85,659 | 90.18%      |
| ウクライナ人            | 4,752  | 5.00%       |
| ロシア人                | 2,601  | 2.74%       |
| ロマ                    | 1,564  | 1.65%       |
| ユダヤ人                | 65     | 0.07%       |
| ガガウズ人              | 53     | 0.06%       |
| ブルガリア人            | 48     | 0.05%       |
| その他                  | 244    | 0.26%       |

## 宗教
- 東方正教会：97.8%
- プロテスタント：0.6%
- その他：1.1%
- 無宗教：0.5%

## 経済
- 企業：2万4645社
- 農地：6万2795ha（60.2%）
- 耕作適地：5万5801ha（53.5%）
- 草原：1万1794ha（11.3%）
- 果樹園：6348ha（6%）
- 葡萄園：134ha

## 教育
58の教育機関で約1.2万人の学生が学ぶ。

## 政治
ソロカ県は北赤選挙区に含まれる。最新の2010年2月28日の選挙結果は以下の通り。
- en:Parliament of Moldova
- en:Moldovan parliamentary election, 2010

| Parties and coalitions | Parties and coalitions      | Votes  | %      | +/−   |
| ---------------------- | --------------------------- | ------ | ------ | ----- |
|                        | モルドバ共和国共産党        | 20,595 | 46.29  | −2.36 |
|                        | モルドバ自由民主党          | 9,816  | 22.06  | +8.68 |
|                        | モルドバ民主党              | 6,322  | 14,21  | -1.88 |
|                        | 自由党                      | 2,565  | 5.76   | −2.20 |
|                        | Template:私達のモルドバ同盟 | 2,097  | 4.71   | −5.86 |
|                        | 欧州運動                    | 937    | 2.11   | +2.11 |
|                        | その他                      | 2,180  | 4.86   | +1.51 |
| Total (turnout 60.25%) | Total (turnout 60.25%)      | 44,867 | 100.00 |       |

## 健康
375床の総合病院を持つ。

## 著名人
- エマヌイル・ガヴリリタ（英語版）：ルーマニア系ロシア人。1847年～1910年。弁護士、ジャーナリスト、活動家。
- ユーゲン・コカ（英語版）：モルドバ人。1893年～1954年。作曲家、ヴァイオリン奏者。
- キラ・ムラトヴァ（英語版）：ルーマニア人。1934年～。映画監督、劇作家。
- レオンテ・ティスマネアヌ（英語版）：ルーマニア人。1913年～1981年。共産主義者、軍人。
- ルダ・クロイトル（英語版）：オーストラリア人。サルサの踊り手。
- ロバート・スタインバーグ（英語版）：ルーマニア人。1922年～2014年。数学者。表現論。
- サミュエル・ブロンフマン（英語版）：ルーマニア人。1889年～1971年。シーグラム創設者。